# Esta casa era una ruina
Esta casa era una ruina va ser la versió espanyola del reality xou estatunidenc Extreme Makeover: Home Edition. De la mà de Jorge Fernández, un equip d'arquitectes i interioristas al costat de la col·laboració dels veïns, tenen l'objectiu de transformar i/o refer un habitatge que per circumstàncies diverses hagi quedat en un estat lamentable, en una llar òptima en un termini de 10 dies.
El programa s'emetia una vegada cada mes o cada dos mesos, mitjançant un vídeo recopilatori dels deu dies que van durar les obres.

## Elenc
- Jorge Fernández, presentador.
- Liuva Toledo, Decoració i mobiliari.
- Marisa Gutiérrez, arquitecta d'interiors.
- Nacho Polo, decorador d'exteriors i jardineria.
- Raquel Bravo, cap d'obra.
- Raúl Vaíllo, capatàs d'obra.
- Margot Pardos, cap d'obra
- José Luis Peinado, dissenyador d'interiores

## Programes
El programa més vist va ser el del 8 d'octubre de 2008, quan va reunir 3.764.000 milions d'espectadors, i el minut d'or va ser a les 00.13 d'aquest mateix dia, quan 5.100.000 milions d'espectadors (40,5% de quota de pantalla) van sintonitzar el programa.

### Primera temporada
- 1.01 - Familia Albacete, de Tordera: 05/11/2007[3]
  - Col·laboradors: David Bisbal
  - Audiència: 3.664.000 espectadors i 19,9% de quota de pantalla
- 1.02 - Família de Jesús i Mª José, de Villarrubia de los Ojos: 03/12/2007 
  - Col·laboradors: Andrés Iniesta, Nuria Fergó, Banghra.
  - Audiència: 3.035.000 espectadors i 17,7% de quota de pantalla
- 1.03 - Família de Mario i Nuria, de Colmenar de Oreja (Madrid): 30/01/2008 
  - Col·laboradors: Soraya
  - Audiència: 3.230.000 espectadors i 19,0% de quota de pantalla
- 1.04 - Família Villanueva, de Torrevella: 20/02/2008 
  - Col·laboradors:
  - Audiència: 3.236.000 espectadors i 19,1% de quota de pantalla

### Segona temporada
- 2.01 -  Família d'Agustín i Ruperta, de Corte de Peleas (Badajoz)  : 16/07/2008 
  - Col·laboradors: Kiko i Shara, Rosa Clará, El Juli
  - Audiència: 3.083.000 espectadors i 22,5% de quota de pantalla
- 2.02 - Família Aranda, de Canet de Mar : 8/10/2008 
  - Col·laboradors: Melody, Mario Casas.
  - Audiència: 3.764.000 espectadors i 23,6% de quota de pantalla[4]
- 2.03 - Família de Jesús i Mª Carmen, de La Canyada:02/12/2008 
  - Col·laboradors: - Merche
  - Audiència: 3.757.000 espectadors i 22,4% de quota de pantalla
- 2.04 - L'orfenat, a Sant Antoni de Benaixeve: 22/12/2008 
  - Col·laboradores: David Civera
  - Audiència: 2.788.000 espectadors i 20,3% de quota de pantalla

### Tercera temporada
- 3.01-Família de Tomás i Estela, de Mediona: 21/04/2009
  - Col·laboradors: OBK
  - Audiència: 2.710.000 espectadors i 15,5% de quota de pantalla
- 3.02-La Casa, a Yanguas: 19/06/2009
  - Col·laboradors: actors de Física o Química
  - Audiència: 2.152.000 espectadors i 14,5% de quota de pantalla
- 3.03-Família de Tomás i Gema, de Guadalajara: 8/09/2009 
  - Col·laboradors: El Arrebato, Jaime Cantizano, Pastora Soler
  - Audiència: 2.145.000 espectadors i 14,8% de quota de pantalla
- 3.04-Família de Joaquín i Maica, d'Avinyonet del Penedès: 29/12/2009[5]
  - Col·laboradors: Carlos Baute
  - Audiència: 2.850.000 espectadors i 15,6% de quota de pantalla
- 3.05-Família de Avencio i Déborah, de La Manga del Mar Menor: 04/02/2010
  - Col·laboradors: Antonio Orozco i Sergio Ramos
  - Audiència: 2.136.000 espectadors i 12,3% de quota de pantalla

## Premis
- TP d'Or 2010 al Millor Reality.

## Audiència Mitjana de totes les edicions
Aquestes han estat les audiències de les tres edicions del programa Esta casa era una ruina
| Edició                                   | Data        | Cadena   | Espectadors | Quota de pantalla |
| ---------------------------------------- | ----------- | -------- | ----------- | ----------------- |
| Esta casa era una ruina: Primera edición | 2007 - 2008 | Antena 3 | 3.291.000   | 18,9%             |
| Esta casa era una ruina: Segunda edición | 2008        | Antena 3 | 3.348.000   | 22,2%             |
| Esta casa era una ruina: Tercera edición | 2009 - 2010 | Antena 3 | 2.399.000   | 14,5%             |